# Separator kondensatu

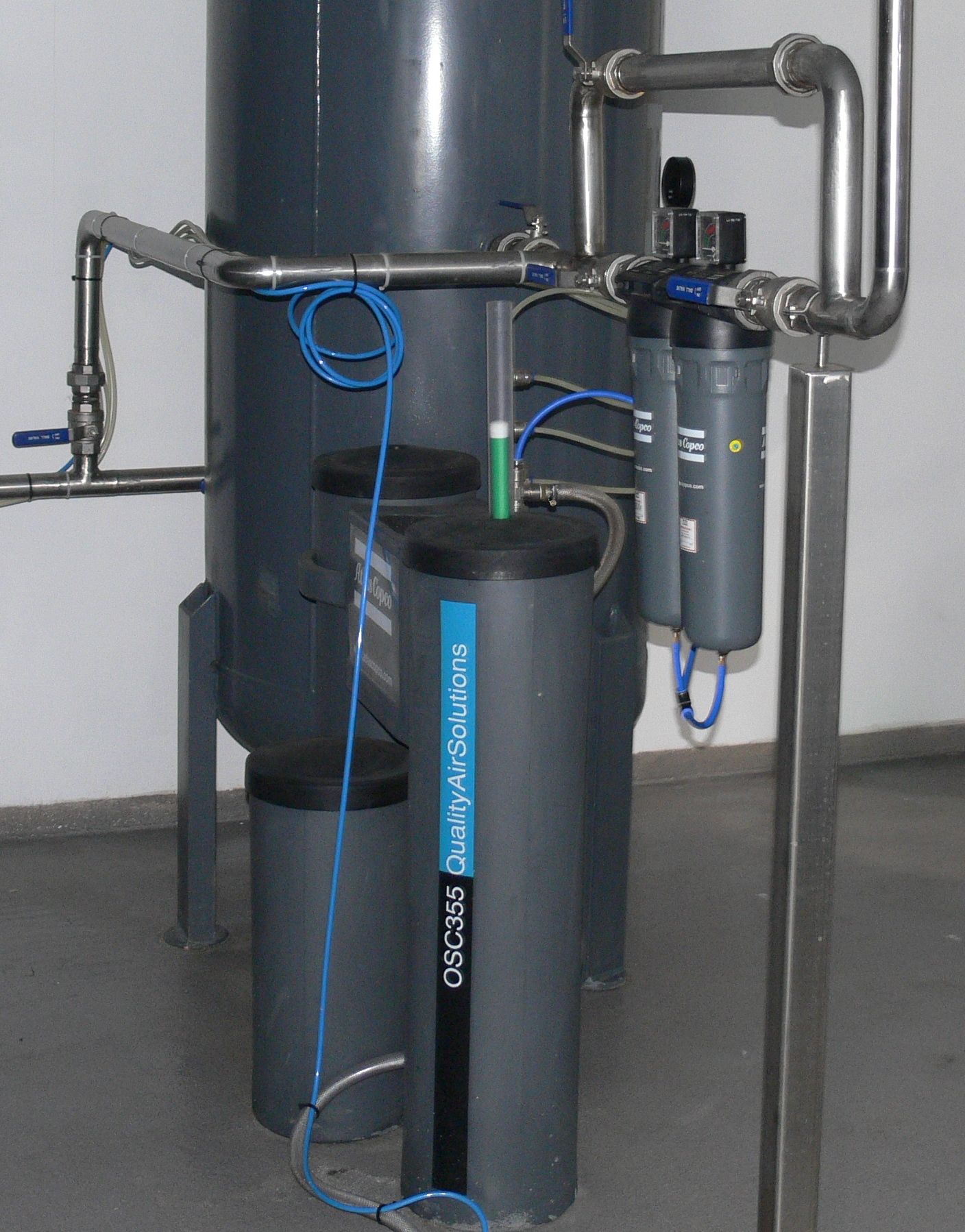
Separator wodno-olejowy mechaniczny

Separator kondensatu zwany również separatorem wodno-olejowym – urządzenie służące do separacji oleju z kondensatu wodno-olejowego, który powstaje w systemie sprężonego powietrza.
Sprężone powietrze zawiera dużą ilość pary wodnej, która po skropleniu zamienia się w agresywną mieszaninę wody i oleju zwaną kondensatem wodno-olejowym. Przepisy prawne dotyczące ochrony środowiska kategorycznie zabraniają odprowadzania do otoczenia odpadów olejowych i chemicznych. Dotyczy to również kondensatu wodno-olejowego, który przed odprowadzeniem do kanalizacji sanitarnej powinien zostać odpowiednio uzdatniony. Najczęściej jest to czynione za pomocą odpowiedniego separatora.
Najpopularniejsze separatory kondensatu to:
- separatory absorpcyjne
- separatory grawitacyjne
- separatory mechaniczne
- separatory membranowe

Absorpcyjne separatory wodno-olejowe to urządzenia wypełnione substancjami chemicznymi, które posiadają zdolność przyciągania cząsteczek oleju i jednocześnie odpychania cząsteczek wody. Kondensat olejowy po dekompresji wpływa do separatora, gdzie jest absorbowany przez medium uzdatniające. Następnie oczyszczony kondensat przepływa do spustu odprowadzającego.
Separatory grawitacyjne to proste urządzenia, oddzielające wolne oleje, które wypływają na powierzchnię kondensatu, zbieranego w odstojniku. Olej jest zbierany, z górnej części odstojnika, natomiast woda wypompowywana z jego dolnej części. Woda ta nadal zawiera pewną ilość oleju, która jest uzależniona od odporności uzdatnianego kondensatu na deemulgację.
Separatory mechaniczne to najpowszechniej stosowany rodzaj separatorów kondensatu wodno-olejowego. Wykorzystują one separację grawitacyjną oraz filtrację: adsorpcyjną i oleofilną. Są one stosowane do uzdatniania zarówno kondensatów stabilnych (zemulgowanych), jak i niestabilnych. Wyposażone są w filtry workowe z węglem aktywowanym oraz filtry workowe oleofilne lub jedynie w filtry workowe z węglem aktywowanym. Celem uzdatniania kondensatów zemulgowanych stosowane są w nich środki rozszczepiające (np. bentonit – pochodna tlenku glinu) lub aeracja kondensatu za pomocą sprężonego powietrza.
Proces oczyszczania kondensatu z oleju w separatorach mechanicznych przebiega zazwyczaj w następujących etapach:
Zanieczyszczony olejem kondensat wpływa pod ciśnieniem do komory rozprężania, w której następuje oddzielenie kondensatu od powietrza. W zbiorniku separacyjnym, w wyniku separacji grawitacyjnej, olej wstępnie oddziela się od wody i osiada na powierzchni kondensatu skąd przepływa do zbiornika odseparowanego oleju. W ten sposób wstępnie oczyszczony kondensat zostaje następnie poddany filtracji. Filtr wstępny oleofilny, z przepływem w kierunku od środka na zewnątrz, wiąże pozostałe krople oleju i przechwytuje olej resztkowy, pływający w komorze filtra. Pozostałe cząstki oleju są w bezpieczny i skuteczny sposób zatrzymywane w kartridżu filtra głównego z węglem aktywowanym. Efektem końcowym jest oczyszczona woda, którą można odprowadzić do kanalizacji.
Separatory membranowe – wyposażone są w filtr membranowy, membrana przepuszcza małe molekuły (woda), podczas gdy większe molekuły (olej) pozostają w systemie i mogą być gromadzone w specjalnym zbiorniku. Obieg kondensatu najczęściej wymuszany jest przez pompę. Separatory membranowe oprócz filtra membranowego często posiadają na wyposażeniu również odstojnik do separacji grawitacyjnej oraz filtry oleofilne.